# Michael Keane
Michael Vincent Keane, född 11 januari 1993, är en engelsk fotbollsspelare som spelar som försvarare i engelska Everton. Hans tvillingbror, Will, spelar i Wigan Athletic.

## Karriär
Den 3 juli 2017 värvades Keane av Everton, där han skrev på ett femårskontrakt. Den 30 augusti 2020 skrev Keane på ett nytt femårskontrakt med Everton.